# دقم الغراب (تعز)
دقم الغراب هي إحدى قرى الجمهورية اليمنية. تتبع جغرافيا لمحافظة تعز وإداريًا لمديرية الشمايتين. يبلغ تعداد سكانها 2143 نسمة حسب الإحصاء الذي أجري عام 2004.